# Берлинская, Людмила Валентиновна
Людми́ла Валенти́новна Берли́нская (род. 30 декабря 1960, Москва, СССР) — советская и российская пианистка и актриса. Заслуженная артистка Российской Федерации (1996).

## Биография
Мила Берлинская родилась в семье виолончелиста Валентина Берлинского, основателя Квартета имени Бородина. Её мать Зоя Берлинская работала адвокатом. Будучи дочерью музыканта, Людмила с детства много общалась с Моисеем Вайнбергом, Дмитрием Шостаковичем, Софией Губайдулиной, Яковом Флиером и другими известными деятелями искусства. В пятилетнем возрасте Людмила начала учиться играть на пианино; в шесть лет поступила в Музыкальную школу имени Гнесиных по классу фортепиано Анны Кантор, в 17 лет — в Московскую консерваторию имени П. И. Чайковского.
В 1974 году, в возрасте 13 лет, Людмила снялась в одной из главных ролей в фантастико-приключенческом фильме «Большое космическое путешествие» (премьера фильма состоялась в 1975 году), где также исполнила песни Алексея Рыбникова на стихи Игоря Кохановского «Ты мне веришь?» и «Млечный Путь», по сей день звучащие на российском радио. Позднее Берлинская получила многочисленные предложения других киноролей (в том числе в фильме Александра Алова и Владимира Наумова «Легенда о Тиле»), от которых отказалась в пользу музыкальной карьеры.
В 14 лет юная пианистка начала выступать на сцене с Квартетом имени Бородина; год спустя дебютировала с оркестром и отправилась на гастроли по Советскому Союзу, выступая с сольной программой и в составе камерного ансамбля с известными виолончелистами Александром Рудиным и Александром Князевым.
В 15 лет Людмила познакомилась со Святославом Рихтером, взявшим её под личную творческую опеку. В период с конца 1970-х и до начала 1980-х годов, будучи ассистенткой и ученицей выдающегося пианиста, Берлинская общалась со многими известными деятелями культуры. В 17 лет она играла с Юрием Башметом и Виктором Третьяковым; ещё через два года начала концертировать в Москве, Ленинграде и других крупных городах. В 1985 году, участвуя в фестивале «Декабрьские вечера», организованном по инициативе Рихтера и проводившемся в залах ГМИИ имени А. С. Пушкина, 25-летняя Берлинская выступила в дуэте с самим Рихтером. В этот же период, несмотря на ряд удачных выступлений на международных площадках, в том числе победу в дуэте с виолончелисткой Мариной Тарасовой на конкурсе камерных ансамблей в Париже в ноябре 1985 года, по совету Рихтера отказалась от участия в резонансных международных конкурсах.
У Рихтера Берлинская познакомилась с молодым дирижёром Владимиром Зивой, за которого вышла замуж. Впоследствии у пары родился сын Дмитрий Берлинский, ставший профессиональным виолончелистом.
В начале 1990-х годов Берлинская переехала в Париж со своим вторым супругом, скрипачом Антоном Маталаевым, лауреатом конкурса Международного фестиваля в Эвиане. С Парижа начались регулярные совместные выступления Берлинской с Мстиславом Ростроповичем в Европе. После их первого концерта в Парижской мэрии Бернадет Ширак, супруга тогдашнего мэра Парижа Жака Ширака, предложила Людмиле основать фестиваль «Русский музыкальный салон».
От Антона Маталаева у Берлинской в 1991 году родилась дочь Мария Маталаева.
В 1990-х годах Людмила Берлинская работала концертмейстером, выступала с сольными концертами и в камерных ансамблях в лондонских Вигмор-холле и Барбикан-холле, амстердамском Консертгебау,  Московской консерватории с Давидом Герингасом, Жераром Пуле, Жераром Коссе и другими известными исполнителями. В 2001 году основала фестиваль «Парижская музыкальная весна», в программу которого ввела, в частности, парижскую постановку музыкальной поэмы «Прометей» Александра Скрябина и концерт-балет «Утренняя серенада» Франсиса Пуленка в оригинальной хореографической версии. С 2006 года, совмещая деятельность концертмейстера с педагогической работой, преподавала в школе музыки Альфреда Корто в Париже. В июне 2009 года, после смерти своего отца Валентина Берлинского, создала ассоциацию Berlinsky.
В 2011 году возник фортепианный дуэт Людмилы Берлинской и её третьего супруга, французского пианиста Артура (Артюра) Анселя (фр. Arthur Ancelle). Весной 2012 года компанией Saphir Productions был выпущен первый диск дуэта, посвящённый музыке Чайковского. Второй альбом с музыкой из балетов Прокофьева вышел в 2014 году под лейблом фирмы грамзаписи «Мелодия»: это первая новая запись, представленная «Мелодией» со времён распада СССР.
С 2013 года Людмила Берлинская — артистический содиректор музыкального фестиваля La Clé des Portes, организованного в департаменте Луар и Шер по инициативе ассоциации Les Portes de Chambord.

## Фильмография
| Год  |     | Название                         | Роль                                           |
| ---- | --- | -------------------------------- | ---------------------------------------------- |
| 1972 | ф   | Чудак из пятого «Б»              | школьница (нет в титрах)                       |
| 1974 | ф   | Большое космическое путешествие  | Света Ишенова (главная роль); закадровый вокал |
| 2010 | док | Я всегда хотел играть в квартете | Людмила Берлинская                             |

## Дискография
- Шуман: «Декабрьские вечера 1985» — Святослав Рихтер, Квартет имени Бородина, Людмила Берлинская — «Мелодия»
- Рахманинов: Соната для виолончели — Вокализ — Элегическое трио — Валентин Берлинский, Антон Маталаев, Людмила Берлинская
- Глинка: Произведения для фортепиано — Большой секстет — Людмила Берлинская, Квартет имени Бородина, Григорий Ковалевский — Europe Arts
- Шнитке: Струнный квартет № 3, Квинтет, Фортепианный квартет — Квартет имени Бородина, Людмила Берлинская — Virgin Classics
- Мендельсон, Яначек, Штраус: Сонаты для скрипки и фортепиано — Жерар Пуле, Людмила Берлинская — Saphir Productions
- Чайковский: «Франческа да Римини», «Щелкунчик» — Людмила Берлинская, Артур Ансель — Saphir Productions
- Прокофьев: «Ромео и Джульетта», «Золушка» — Людмила Берлинская, Артур Ансель — «Мелодия»

## Награды
- 1985 — «Гран при» и специальный приз (совместно с виолончелисткой Мариной Тарасовой) Международного конкурса камерной музыки в Париже: за лучшее исполнение музыки французских композиторов.
- 1989 — «Гран при» и приз «лучшему пианисту» Международного конкурса камерной музыки во Флоренции (Италия).
- 1995 — Премия Leonardo (присуждается во Франции деятелям искусства за «талант и оригинальность в творчестве»).
- 1996 — Заслуженная артистка РФ[1].